# Rongxiang (sockenhuvudort i Kina, Jiangsu Sheng, lat 31,56, long 120,23)
Rongxiang (kinesiska: 荣巷, 荣巷街道) är en sockenhuvudort i Kina. Den ligger i provinsen Jiangsu, i den östra delen av landet, omkring 150 kilometer sydost om provinshuvudstaden Nanjing. Antalet invånare är 90 735. Befolkningen består av 44 733 kvinnor och 46 002 män. Barn under 15 år utgör 9,0 %, vuxna 15-64 år 81 %, och äldre över 65 år 8,0 %.
Runt Rongxiang är det tätbefolkat, med 849 invånare per kvadratkilometer. Närmaste större samhälle är Wuxi, 5,6 km öster om Rongxiang. Trakten runt Rongxiang består till största delen av jordbruksmark.
Genomsnittlig årsnederbörd är 1 390 millimeter. Den regnigaste månaden är juli, med i genomsnitt 250 mm nederbörd, och den torraste är januari, med 38 mm nederbörd.